# Cymatura
Cymatura is een kevergeslacht uit de familie van de boktorren (Cerambycidae). De wetenschappelijke naam van het geslacht werd voor het eerst geldig gepubliceerd in 1855 door Gerstaecker.

## Soorten
Cymatura omvat de volgende soorten:
- Cymatura albomaculata Breuning, 1950
- Cymatura bifasciata Gerstaecker, 1855
- Cymatura bizonata Quedenfeldt, 1881
- Cymatura brittoni Franz, 1954
- Cymatura fasciata (Guérin-Méneville, 1849)
- Cymatura holonigra Breuning, 1954
- Cymatura itzingeri Breuning, 1935
- Cymatura mabokensis Breuning & Téocchi, 1973
- Cymatura manowi Franz, 1954
- Cymatura mechowi Quedenfeldt, 1881
- Cymatura mucorea Fairmaire, 1887
- Cymatura nigra Franz, 1954
- Cymatura nyassica Breuning, 1935
- Cymatura orientalis (Breuning, 1968)
- Cymatura spumans (Guérin-Méneville, 1847)
- Cymatura strandi Breuning, 1935
- Cymatura tarsalis Aurivillius, 1914
- Cymatura wallabergeri Adlbauer, 1994